# Schneebergbahn

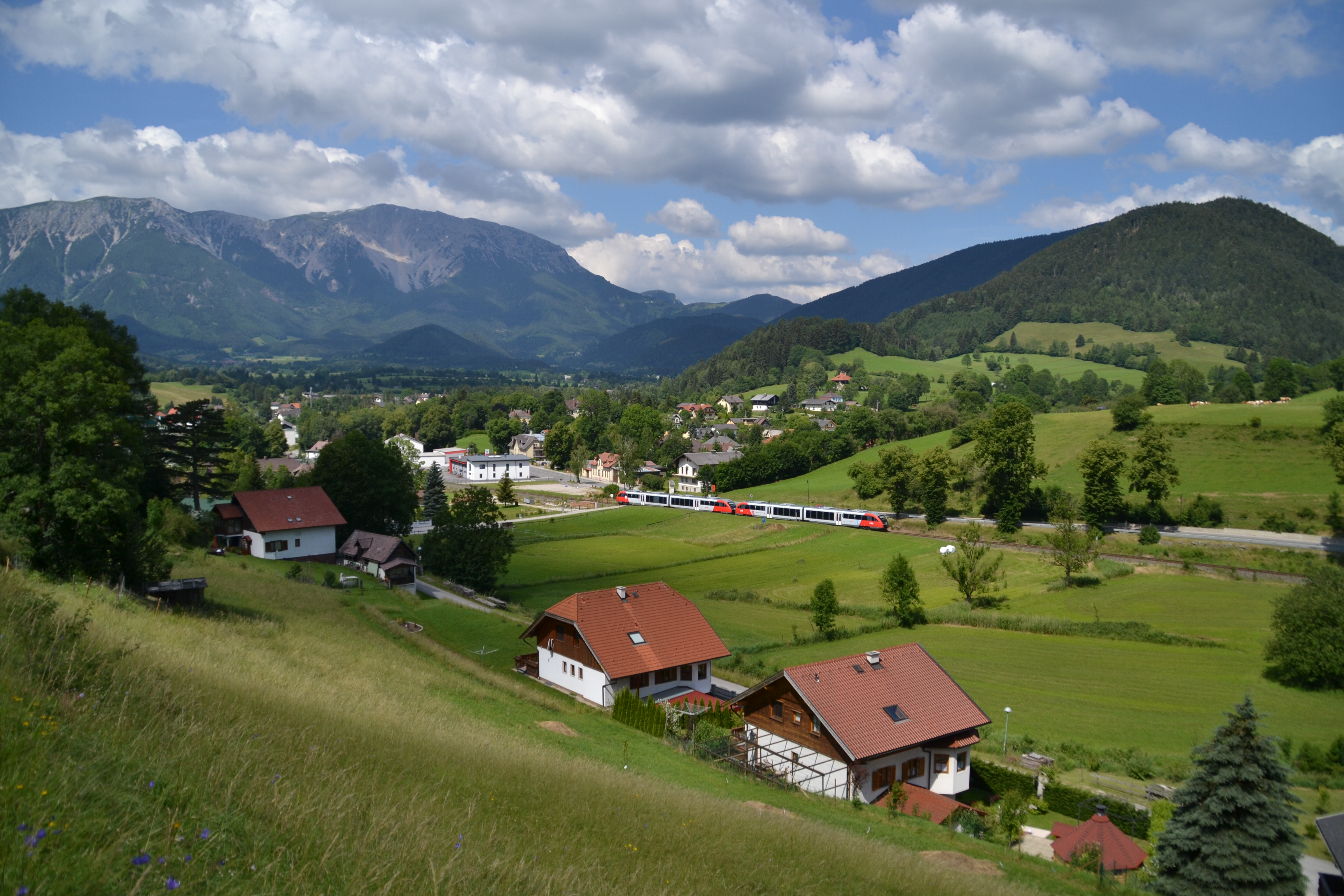
Desiro a Schneebergbahn vonalán Puchberg am Schneeberg közelében

A Schneebergbahn egy több vonalból álló nem villamosított vasúthálózat, amelynek a normál nyomtávolságú 28 km-es törzsvonala Bécsújhely Puchberg am Schneeberg között húzódik. Puchberg am Schneeberg állomás után pedig egy fogaskerekű szakasszal folytatódik.

## Forgalom
A vasútvonalon óránként, ütemes menetrend szerint közlekednek az ÖBB 5022 sorozatú Siemens Desiro motorvonatok, vagy öregebb társaik, az ÖBB 5047 sorozatú Jenbacher dízel motorkocsik. Néha azonban elvetődik erre néhány mozdony-vontatta különvonat is. Puchberg állomástól pedig a sötétzöld alapon narancssárga szalamandra foltosra festett külsejű dízel motorvonatok kapaszkodnak fel a tiszta időben Sopronból is látható kelet-alpesi hegyen, 1796 méter magasságban elhelyezkedő végállomásra.

## Képgaléria
Állomások és megállóhelyek:

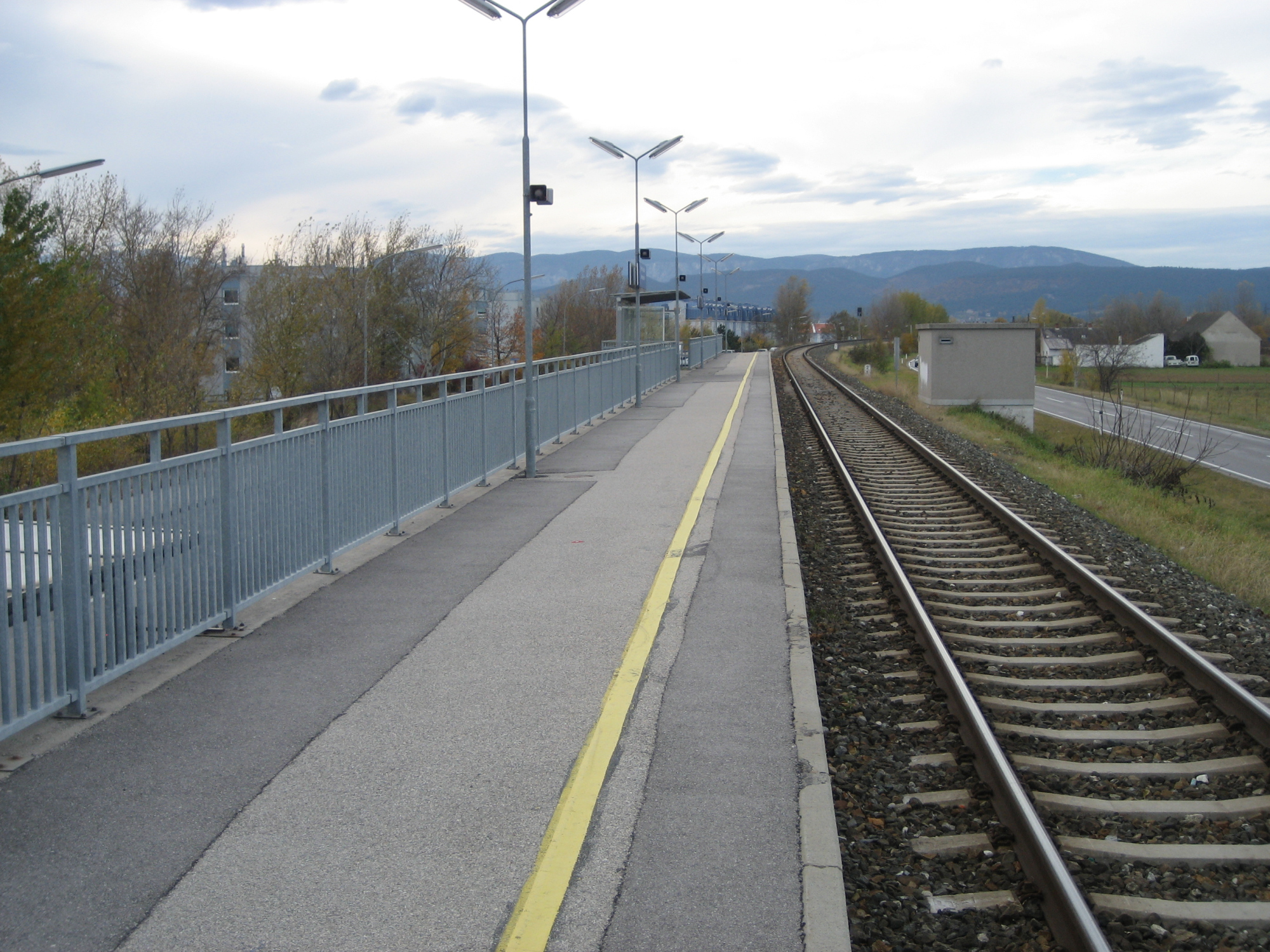
Haltestelle Wiener Neustadt Anemonensee
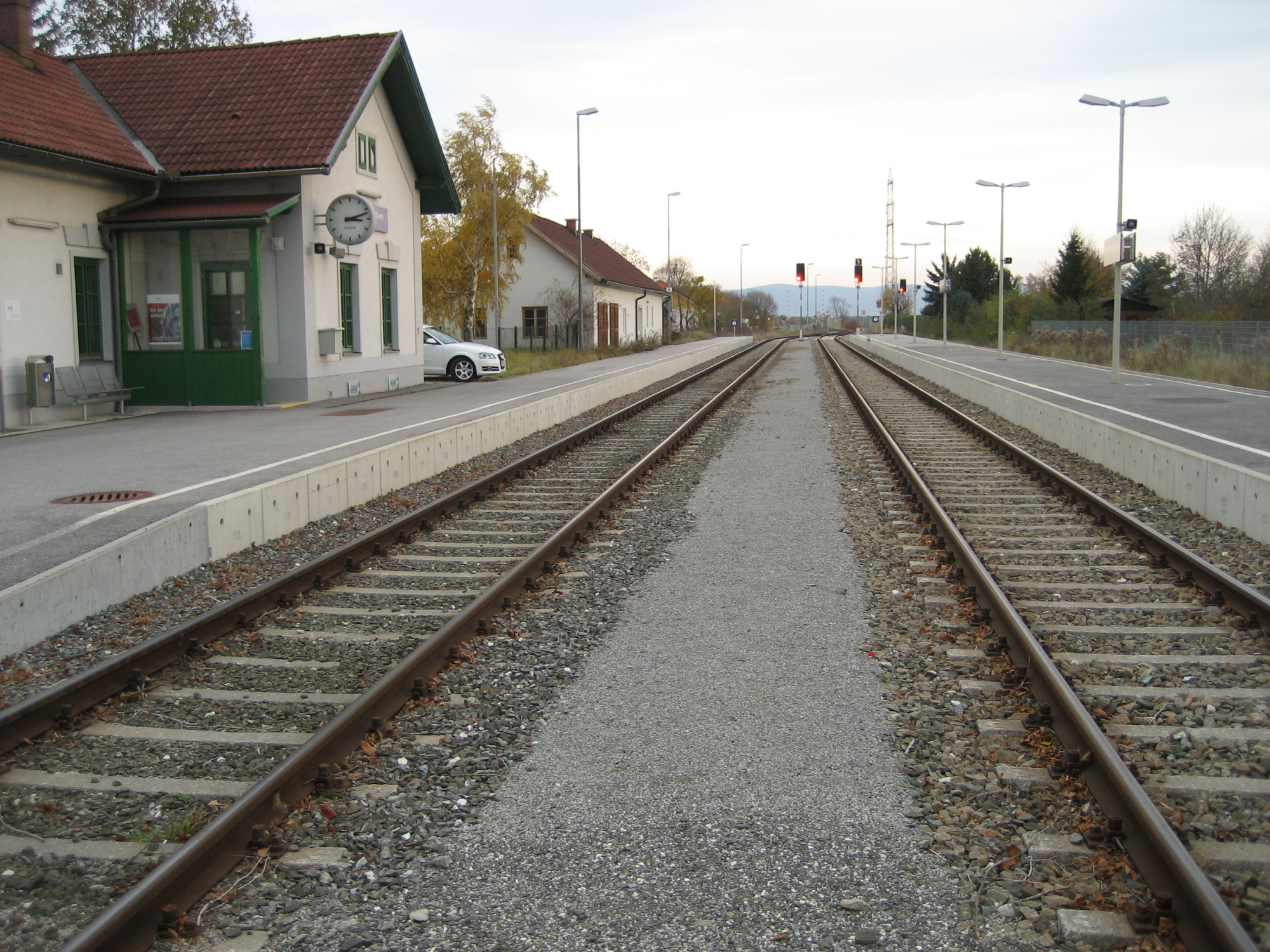
Bahnhof Bad Fischau Brunn
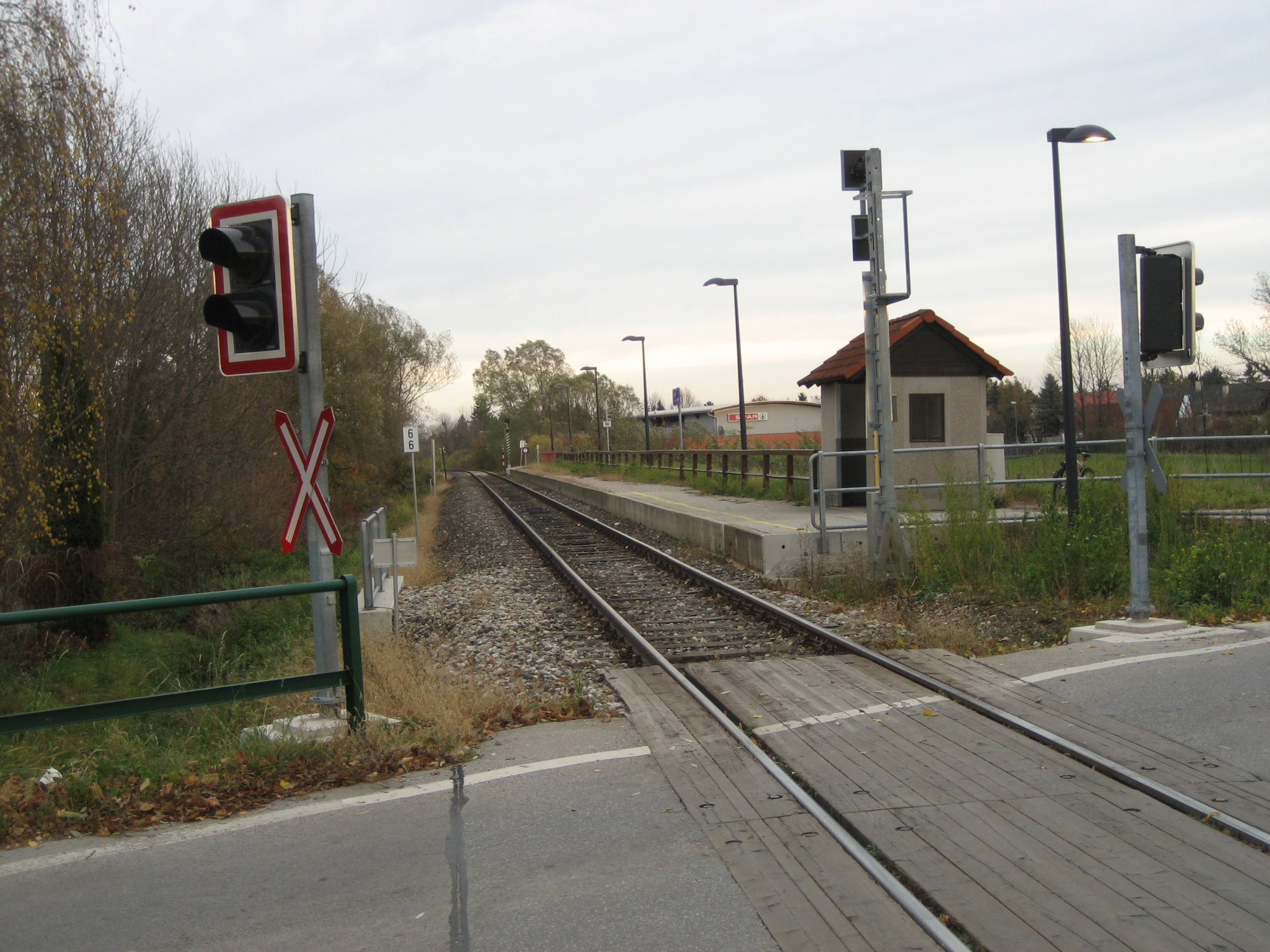
Haltestelle Brunn an der Schneebergbahn
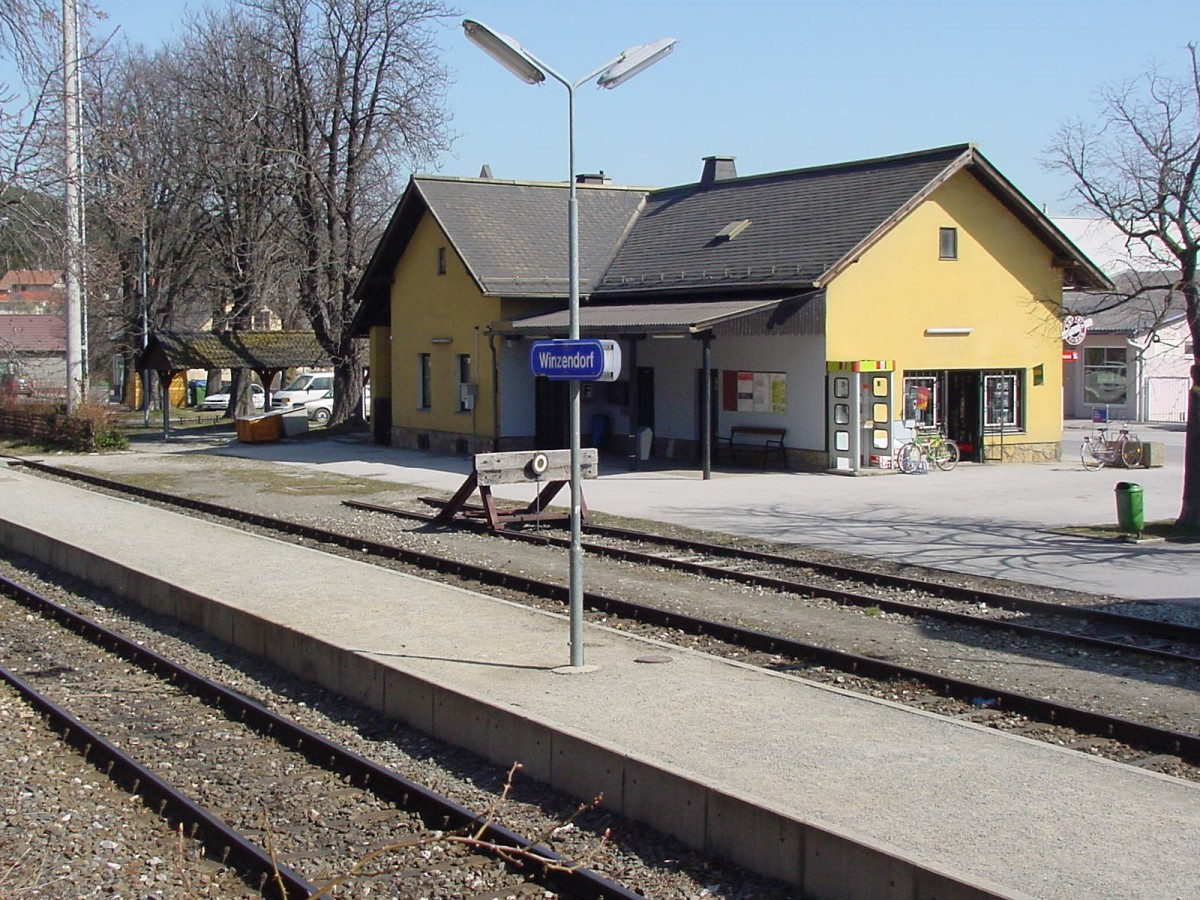
Bahnhof Winzendorf
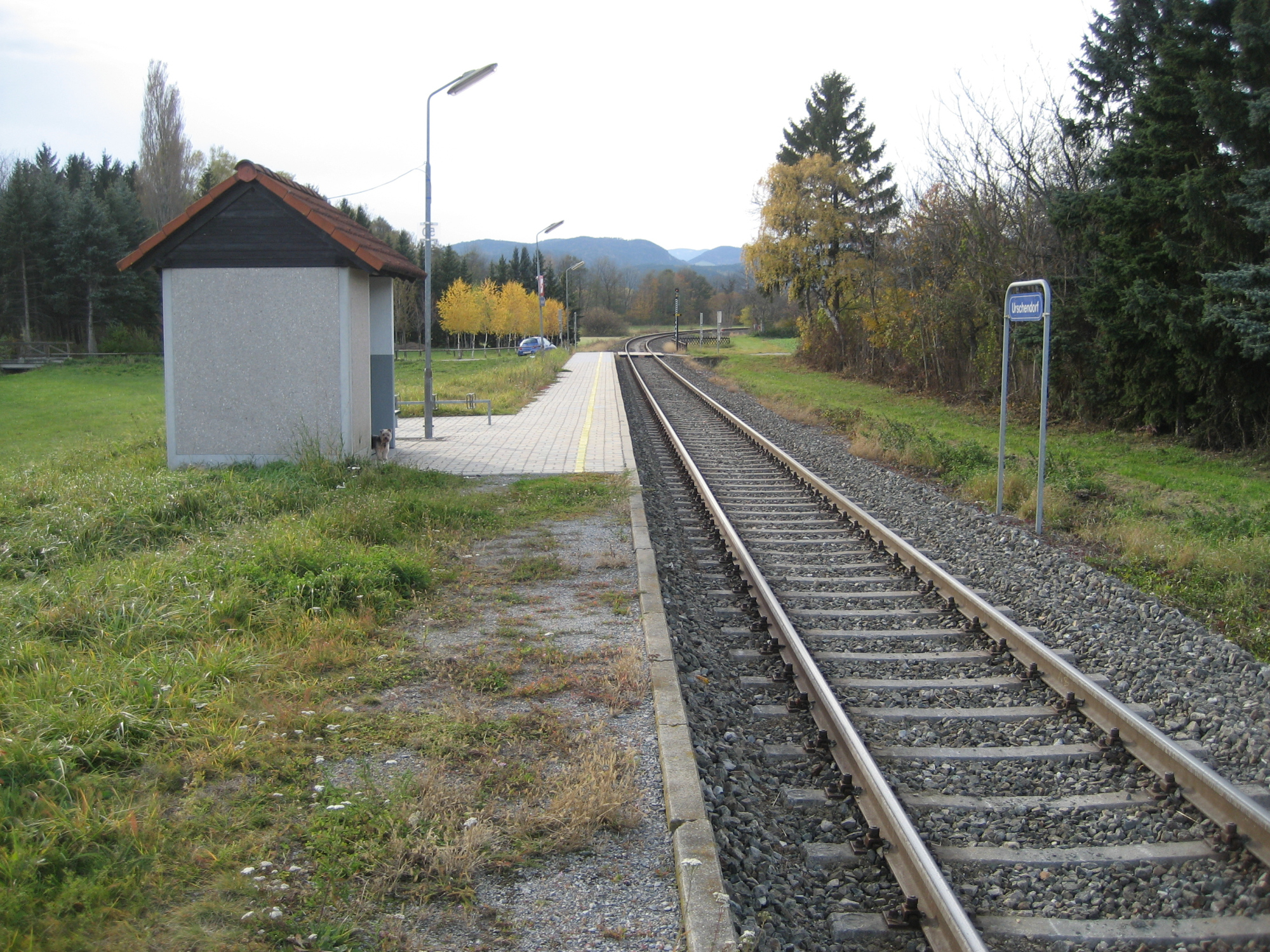
Haltestelle Urschendorf
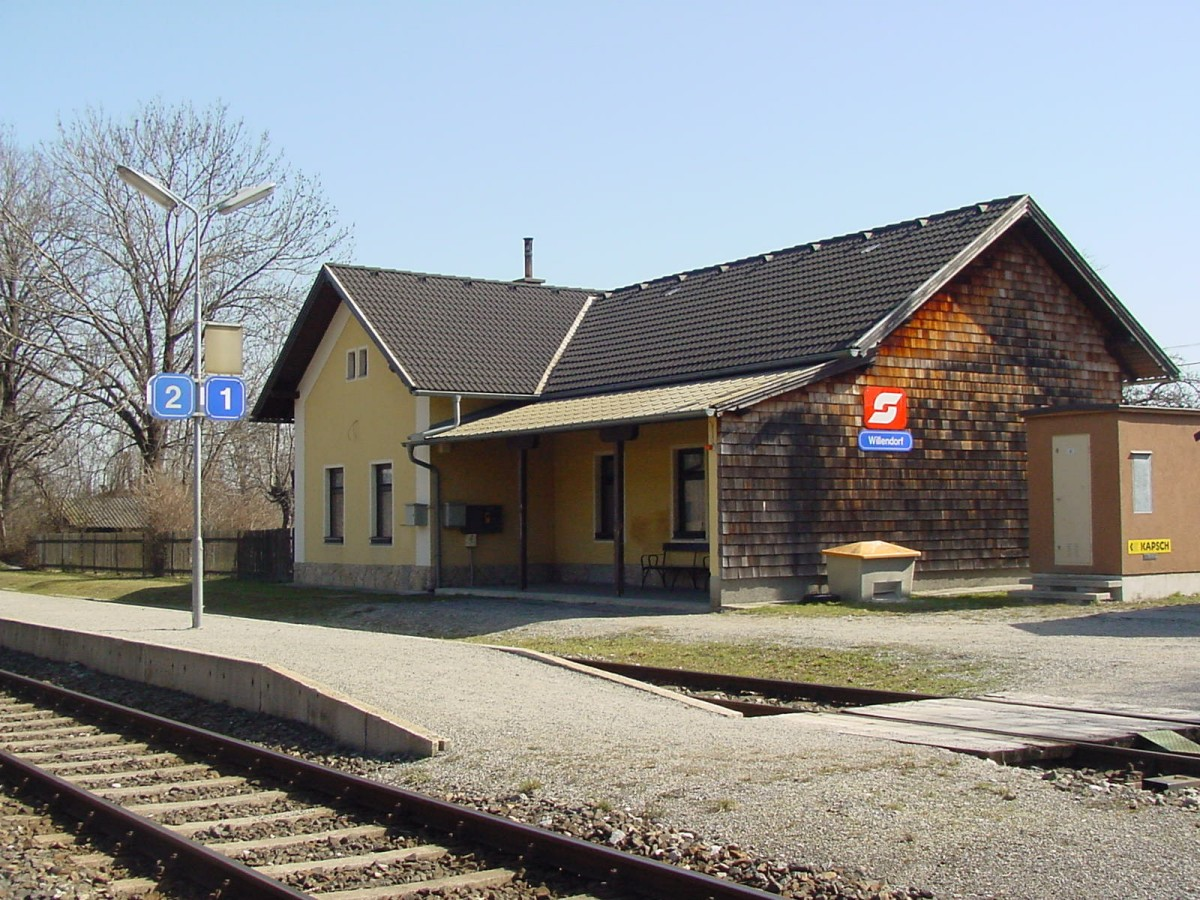
Bahnhof Willendorf
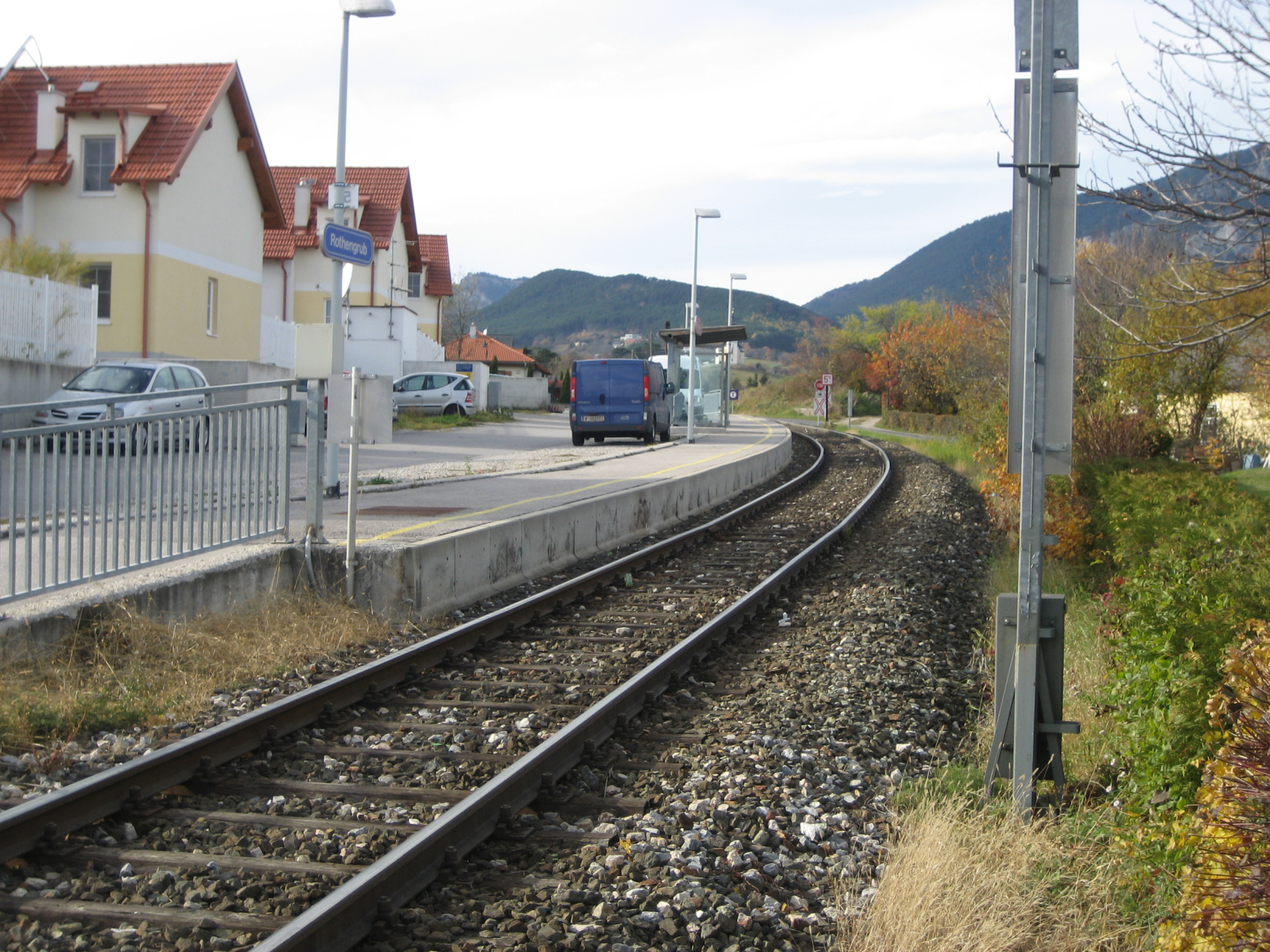
Haltestelle Rothengrub
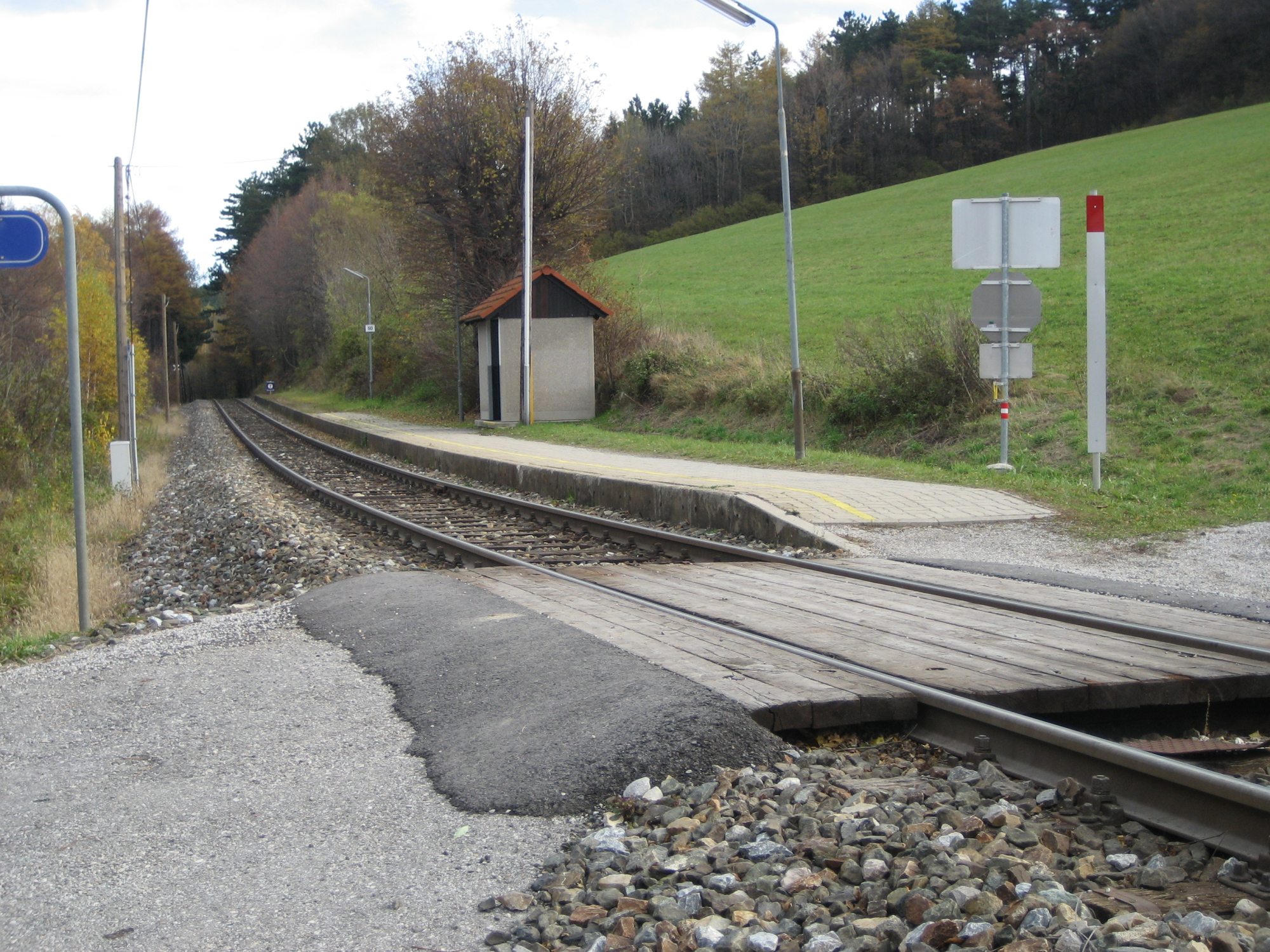
Haltestelle Unter Höflein
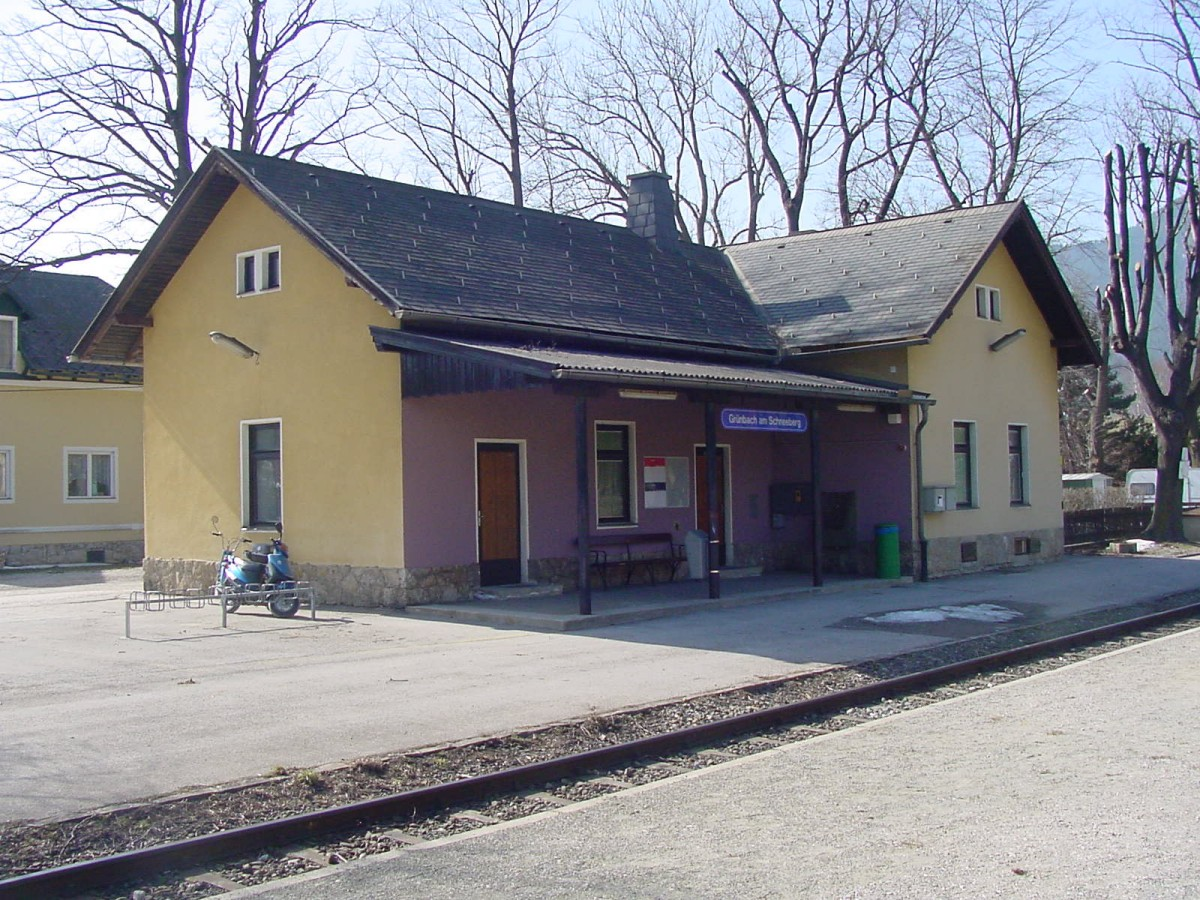
Bahnhof Grünbach am Schneeberg
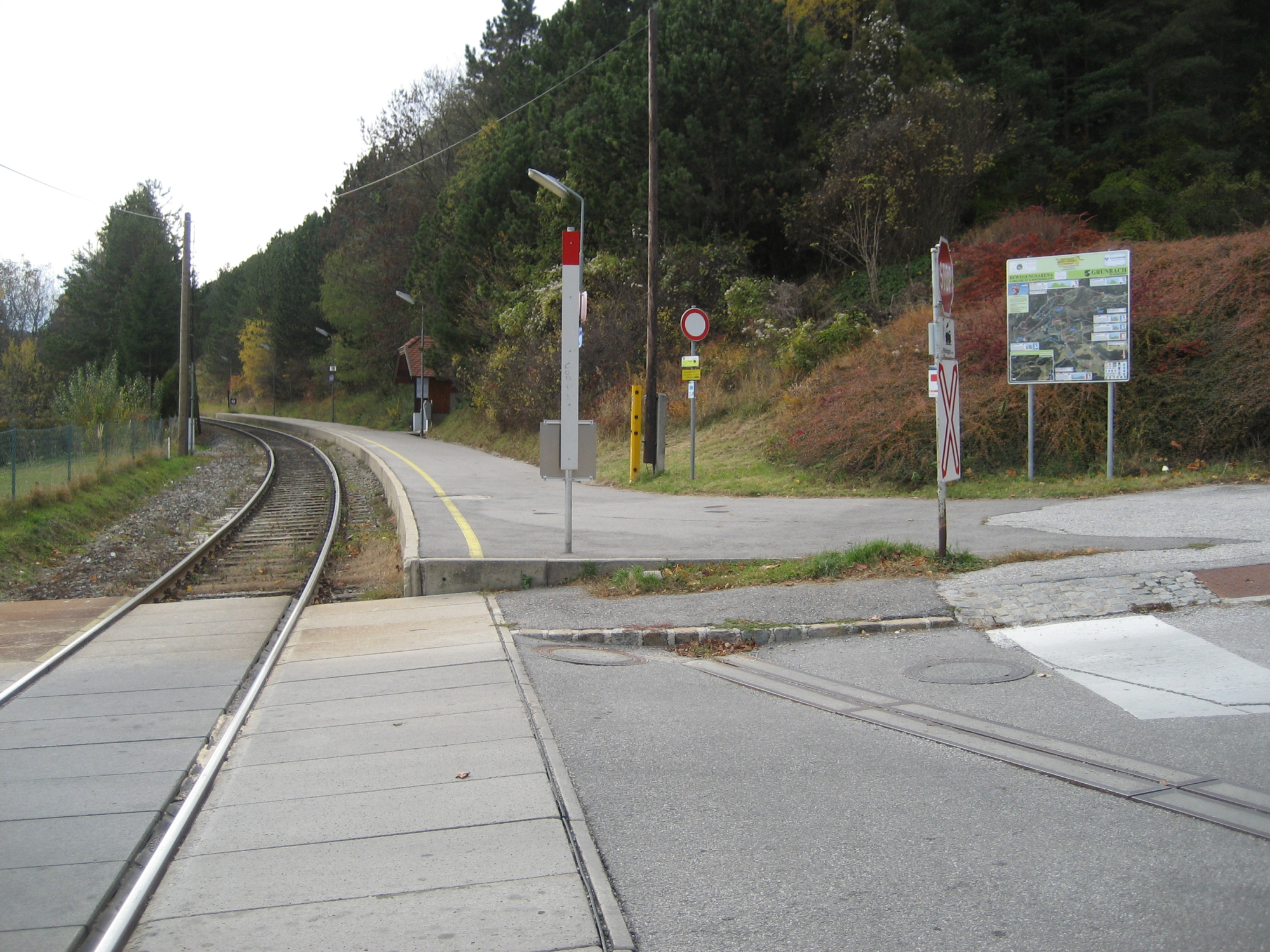
Haltestelle Grünbach Schule
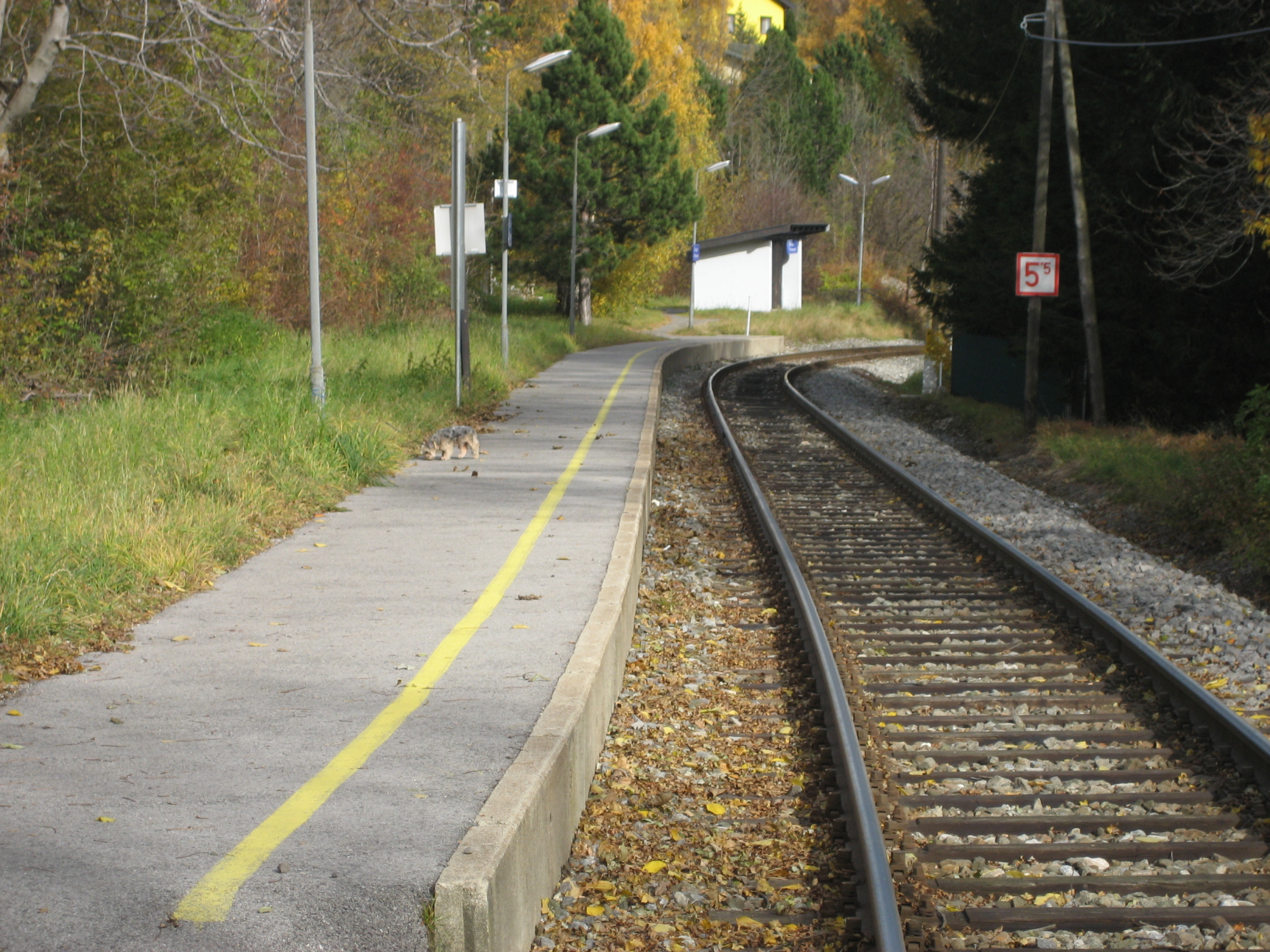
Haltestelle Grünbach Kohlenwerk
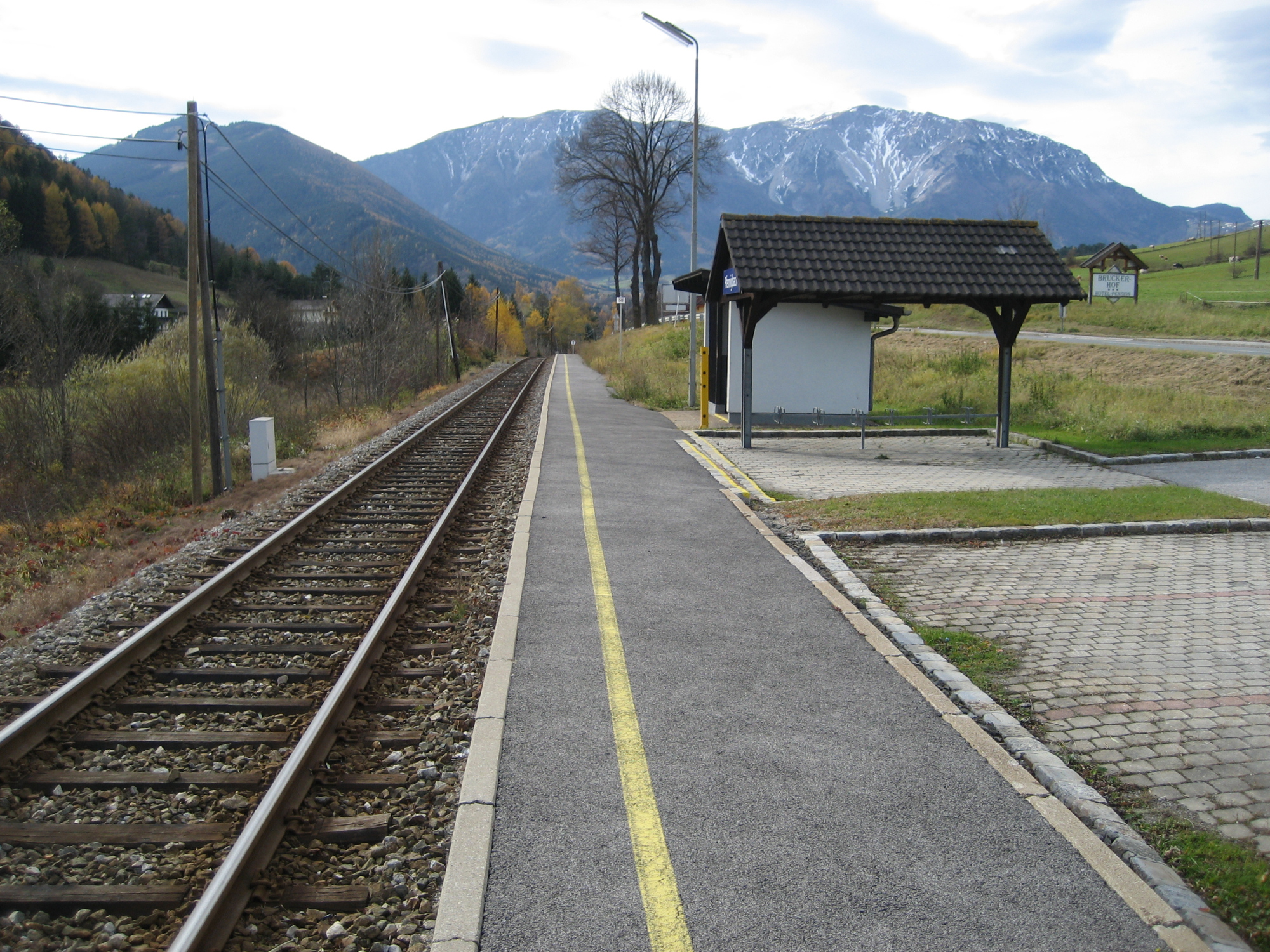
Haltestelle Pfenningbach
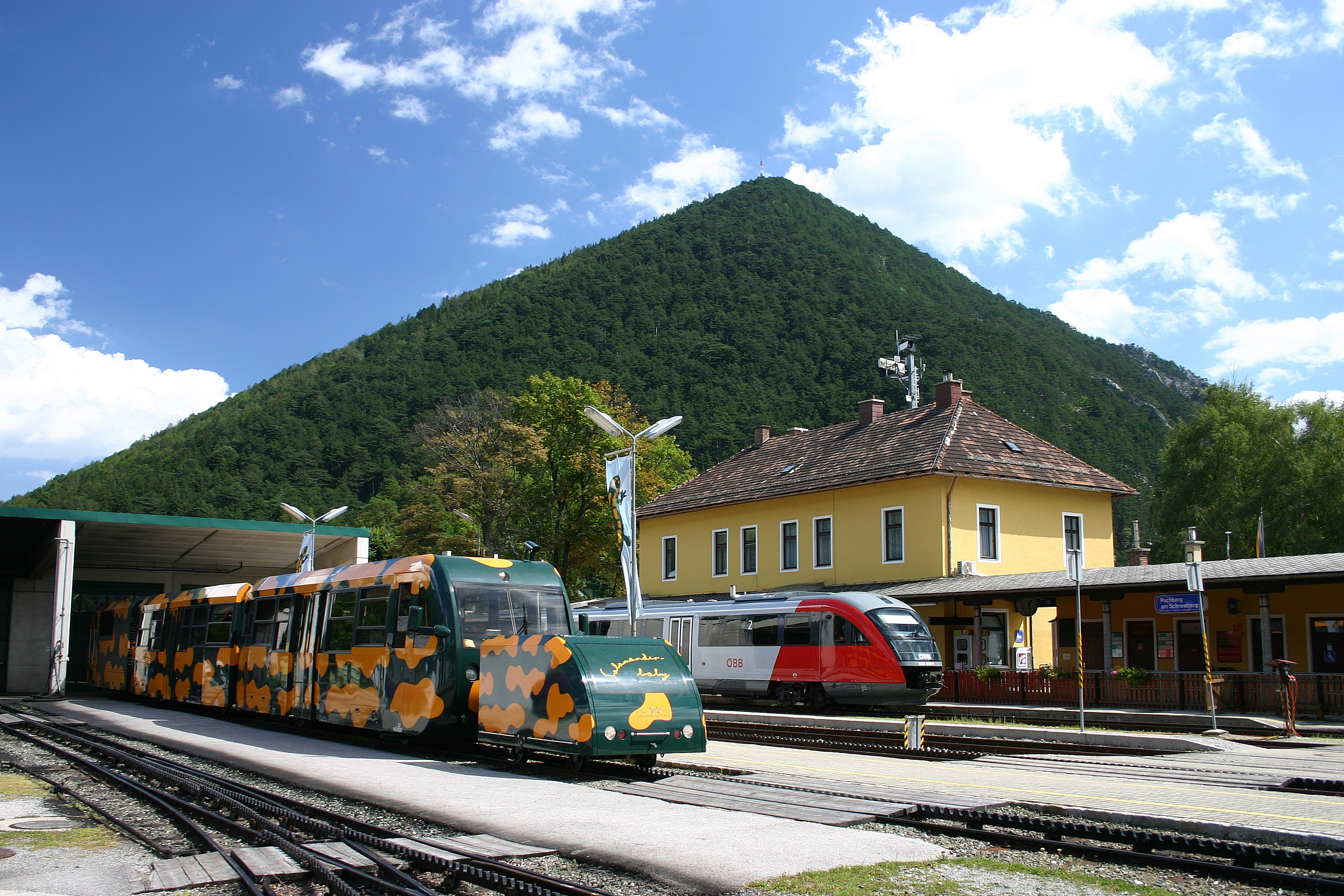
Bahnhof Puchberg am Schneeberg
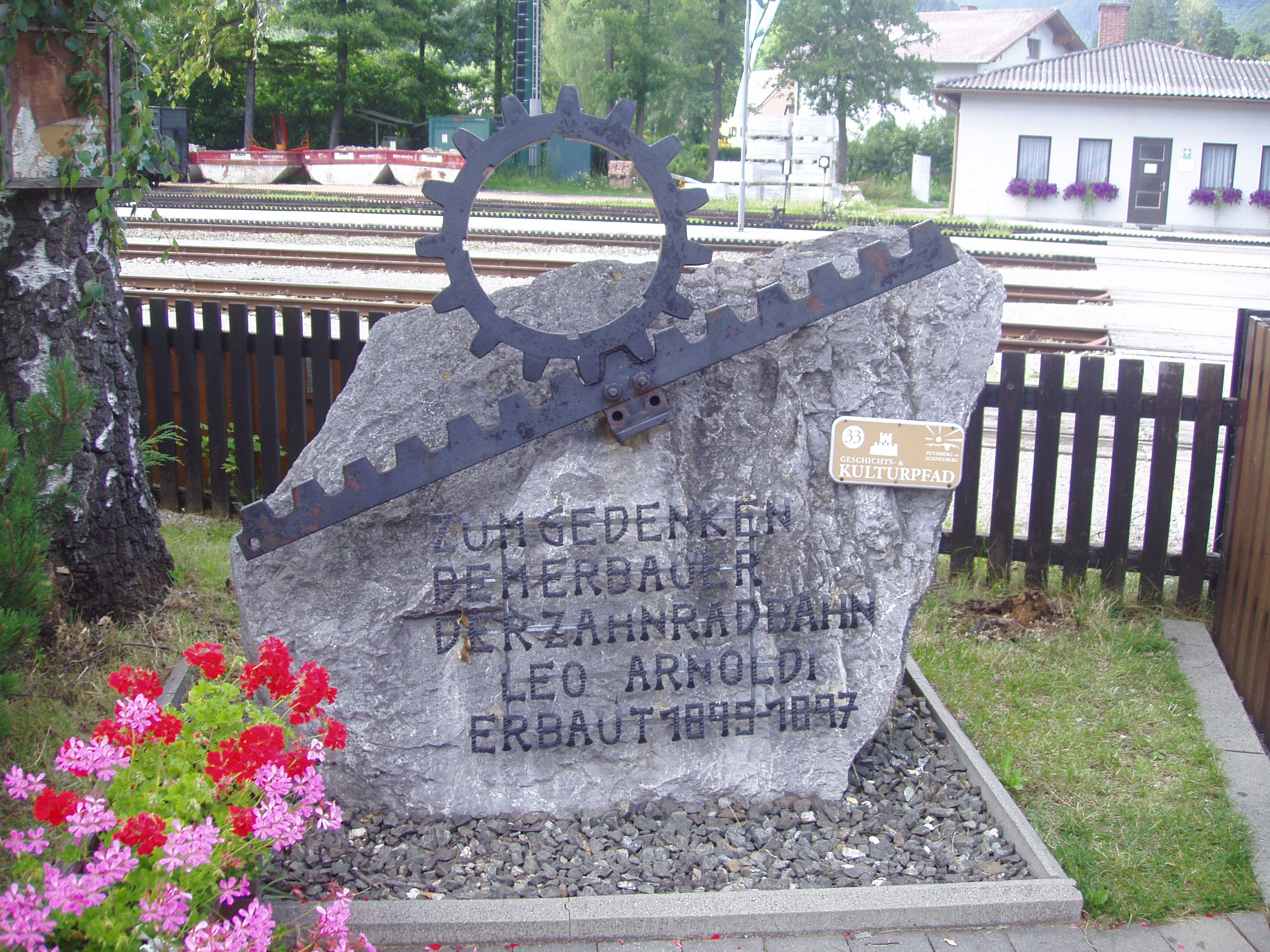
Leo-Arnoldi-Gedenkstein
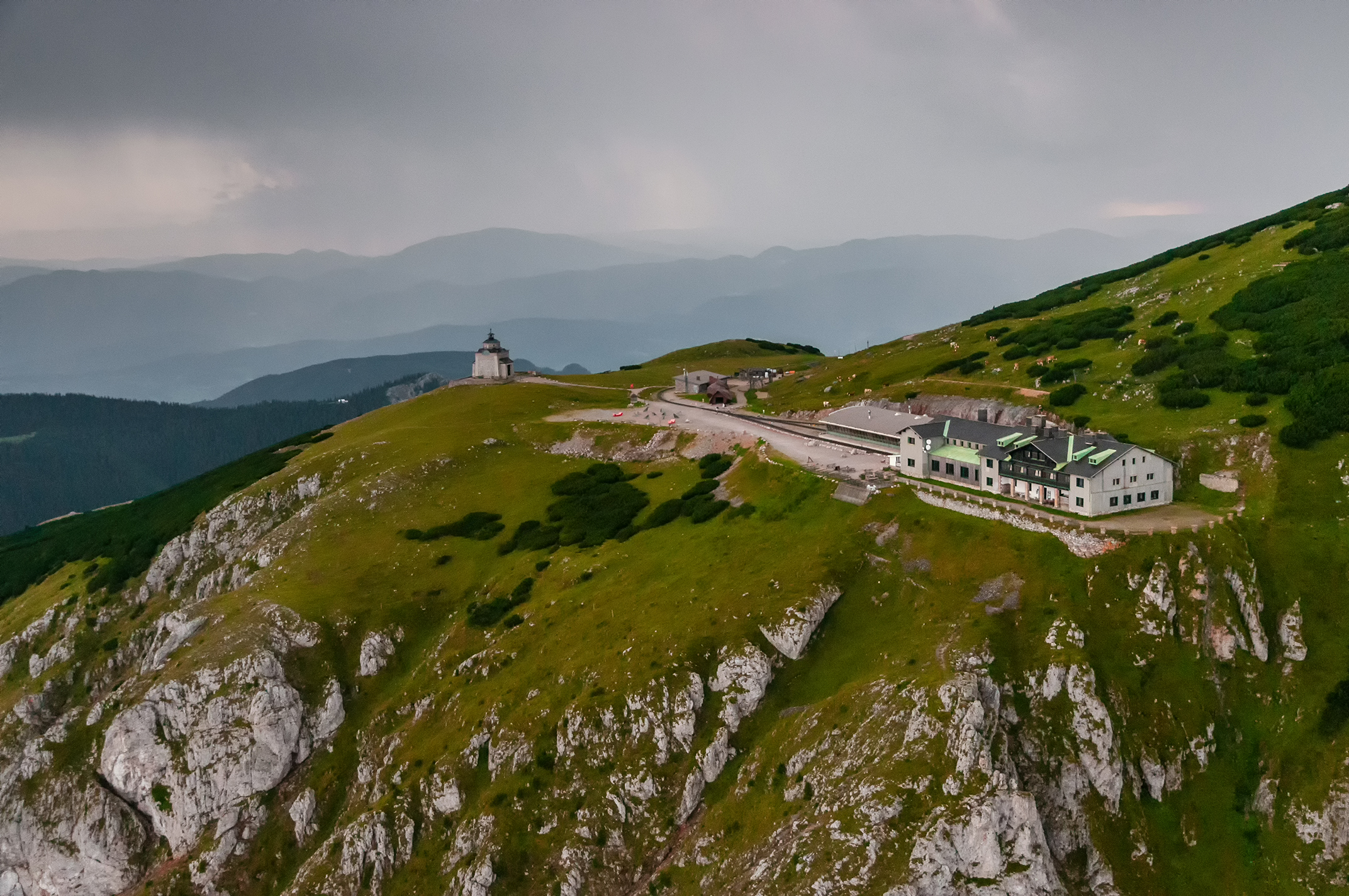
Bergbahnhof Hochschneeberg